# Михајло Ђукнић
Михајло Ђукнић (Београд, 14. јануар 1927 — Београд, 30. децембар 2017) био је доктор медицинских наука, универзитетски професор, лекар и санитетски генерал-мајор ЈНА.

## Биографија
Рођен је 1927. године у Београду. Основну школу, гимназију и Медицински факултет је завршио у Београду 1951. године. 
По завршетку лекарског стажа у санитетској официрској школи постављен је за начелника санитета Гардијског пука у Сарајеву.
За време Арапско-израелског рата шест месеци је боравио на Синају у саставу мировног контингента Уједињених нација као начелник Санитетског одреда Југословенске народне армије. Од 1958. године налазио се на специјализацији опште хирургије у Клиници за хируршке болести ВМА код проф. др Исидора Папе. Специјалистички испит положио је 1962. године са одличним успехом и од тада је био стално запослен у Клиници за хируршке болести Војномедицинске академије, као асистент, доцент и професор.
Докторску дисертацију из области ратне хирургије под називом „Удружена хемијска повреда“ одбранио је у ВМА 1977. године.
Био је на усавршавању у познатим светским клиникама у Америци, Русији, Француској, Енглеској и Чехословачкој. По повратку из Лондона 1965. године први је у нашој земљи урадио операцију сужења каротидне артерије, а међу првима је оперисао анеуризму абдоминалне аорте. Након боравка у еминентној америчкој војној болници Волтер Рид посветио се значајном унапређењу васкуларне хирургије и збрињавања повреда крвних судова. Током усавршавања у Клиници за ратну хирургију у Лењинграду упознао се са ратно-хируршком доктрином и проблематиком ратне ране и дејства савременог оружја са пројектилима велике почетне брзине, као и сазнањима о удруженим радијационим и хемијским повредама и начину њиховог збрињавања.
Аутор је више од 200 научних и стручних чланака из опште, васкуларне и ратне хирургије. Био је начелник Клинике за хируршке болести ВМА, главни хирург ЈНА и начелник ВМА од 1989. до 1992. године. У чин генерал-мајора унапређен је 1987. године.
Редовни је професор хирургије у ВМА, редовни члан Медицинске академије Српског лекарског друштва (СЛД). Члан је Међународног удружења дигестивних хирурга и Интернационалног удружења за кардиоваскуларну хирургију.
Носилац је највише војне награде „22. децембар". Као четврти хирург у свету 1988. године добио је америчку награду за ратну хирургију „De Bаkеy". Изабран је и за почасног доктора медицинских наука Војномедицинске академије у Лењинграду 1988. године.
Носилац је више одликовања, повеља и признања. Био је више пута биран у Председништво хирурга Југославије и у Управни одбор
Хируршке секције СЛД. Био је председник Председништва Хируршке секције СЛД-а од маја 1980. до маја 1981. године.
Пензионисан 1994. године. Након тога обављао је дужности потпредседника Југословенског црвеног крста и Црвеног крста Србије.
Преминуо је 30. децембра 2017. године.